# Kanonikus kvantálás
A kvantummechanikában a kanonikus kvantálás egy matematikai módszer, amely a klasszikus dinamikai rendszerek Hamilton-formalizmusáról a kvantumelméletben alkalmazott operátor-formalizmusra való áttérést valósítja meg, így a fizikai mennyiségeket operátorokkal helyettesítjük.

## Szemléltetése egy példával
A kvantumelmélet egy nevezetes axiómája – a korrespondenciaelv – szerint a klasszikus mechanika és a kvantummechanika alapelvei egymással bizonyos mértékig korrelálnak. Ez a gyakorlatban azt jelenti, hogy a jelenségek azon körére, melyeket a klasszikus fizika kellő pontossággal tárgyalni képes, a kvantummechanikán belül is tárgyalható, bár esetleg más formalizmussal. 
Példaképpen tekintsük egy atomi spektrumot, melynek vonalait, megoldásait keressük. A kvantummechanikai tárgyalásmód alapján egy n és m kvantumszámmal meghatározott atomi elektronállapotok közti átmenetkor létrejövő sugárzás frekvenciáját az {\textstyle \omega _{mn}={\frac {1}{\hbar }}(E_{m}-E_{n})} határozza meg. A Bohr-modellben az elektron L impulzusmomentuma állandó, ennek nagyságát az {\textstyle L=n\hbar } összefüggés határozza meg. Ezt kvantálási módszert Arnold Sommerfeld és William Wilson egymástól függetlenül általánosította periódikus mozgásokra, amelyből következik a {\displaystyle \phi =\oint pdx=2\pi h(n+\alpha )} összefüggés. 
A korrespondenciaelv alapján az mondható, hogy a fentebb definiált frekvenciák adott feltételek mellett közelítőleg egybeesnek a klasszikus frekvenciákkal. Nézzünk egy klasszikus kanonikus fizikai mennyiségpárt, erre érvényes, hogy  {\displaystyle \{q,p\}_{PB}=1}. Rendeljünk ehhez egy olyan {\displaystyle {\hat {q}},{\hat {p}}} operátorpárt, amely a Hilbert-térben megfelel a felcserélési relációnak. Mivel a Hilbert-tér operátorai egymással rendszerint nem felcserélhetők, a kommutátoruk nem lesz nulla. Ekkor a következő írható fel: 
{\displaystyle [{\widehat {q}},{\widehat {p}}]=i\hbar \qquad [{\widehat {q}},{\widehat {q}}]=[{\widehat {p}},{\widehat {p}}]=0}.
Azon fizikai mennyiségek, melyek operátorai nem kommutálnak, nem mérhetők tetszőleges pontossággal. Ezt mondja ki Heisenberg határozatlansági elve is. Követve ezt a gondolatmenetet, tekintsük a {\displaystyle {\hat {H}}({\hat {q}},{\hat {p}})} operátorpárt, amelyet hozzárendelünk a Hamilton-függvényhez. Ezt gyakorlatilag minden dinamikai mennyiséggel megtehetünk (hermitikus operátorok). Ha {\displaystyle A} operátora {\displaystyle {\hat {A}}} és ennek adjungáltja {\displaystyle {\hat {A}}^{\dagger }}, akkor azt írhatjuk, hogy:{\displaystyle \langle \psi |{\hat {A^{\dagger }}}|\phi \rangle \equiv \langle \phi |{\hat {A}}\psi \rangle }.
A rendszer {\displaystyle |\Psi (t)\rangle } kvantumállapotát t időpontban a Schrödinger-egyenlet írja le, azaz
{\displaystyle i\hbar {\frac {\partial }{\partial t}}|\Phi (t)\rangle ={\hat {H}}({\hat {q}},{\hat {p}})|\Psi (t)\rangle }.  
A {\displaystyle |\Psi (t)\rangle } értékét kezdeti feltételek határozzák meg. A fentiek értelmében a kvantumelméletben – éppúgy, mint a klasszikus értelmezésben – a rendszer fizikai állapotának időfejlődését a Hamilton-függvény határozza meg.

## Kanonikus kvantálás a térelméletben
A kanonikus kvantálás a térelméletben a kvantummechanikai axiómák klasszikus térelméletben való alkalmazásával adható meg. Egy {\displaystyle \phi (x)} skalártérre, ha a Lagrange-sűrűség {\displaystyle {\mathcal {L}}(\phi ,\partial _{\mu }\phi )}, akkor a kanonikus impulzus:{\displaystyle \Pi (x)={\frac {\partial {\mathcal {L}}}{\delta \partial _{0}\phi (x)}}}.
Nemrelativisztikus terek esetén – követve a kvantálási szabályokat – végső soron egy sokrészecskés Hilbert-tér jön létre. Ennek okán a téroperátor kiterjeszthető egy normált síkhullám megoldáshalmazára. Ekkor felírható, hogy {\textstyle \phi (x)=\sum _{P}[f_{p}(x)a_{p}+f_{p}^{*}(x)a_{p}^{\dagger }]}. Megfigyelhető, hogy az egyenlet jobb oldala részecskekeltő és eltüntető operátorokat is magában foglal. Ez annak tudható be, hogy a tér- és impulzus operátor kvantálása hermitikus operátorokat képez (ez azt jelenti, hogy {\textstyle ({\hat {H}}\Psi _{1},\Psi _{2})=(\Psi _{1},{\hat {H}}\Psi _{2})}). Behelyettesítve {\displaystyle f_{p}(x)} és {\displaystyle f_{p}^{*}(x)} helyére az explicit hullámfüggvényeket a következő kifejezést kapjuk:
{\displaystyle \phi (x)=\sum _{P}{\frac {1}{(2p^{0}V)^{\frac {1}{2}}}}(e^{-ipx}a_{p}+e^{ipx}a_{p}^{\dagger }])}
A fenti kifejezések a Hilbert-tér szabad részecskéire teljes kifejezés. 